# Calyptranthes millspaughii
Calyptranthes millspaughii är en myrtenväxtart som beskrevs av Ignatz Urban. Calyptranthes millspaughii ingår i släktet Calyptranthes och familjen myrtenväxter. Inga underarter finns listade i Catalogue of Life.